# Нова Ханза
Ханзеатски савез Новог времена или само Нова Ханза међународно је удружење које окупља градове чланове некадашње Ханзеатске лиге са циљем интензивније културне, економске и туристичке сарадње међу њима. Удружење је основано 1980. године у Холандији, у граду Зволеу, у време обележавања 700. годишњице од оснивања Ханзеатске лиге. Седиште организације налази се у немачком граду Либеку.
Сваке године се у једном од градова чланова лиге одржава вишедневни културно-уметнички и привредни програм посвећен јачању веза међу градовима члановима лиге.

## Чланови Нове Ханзе
У Новој Ханзи налази се преко 170 градова из 15 европских земаља, а поред чланова првобитне Ханзеатске лиге, Новој Ханзи припадају и градови који су током средњег века имали развијене ближе трговачке везе са пуноправним члановима Лиге. 
 Немачка
| - Ален - Алфелд - Анклам - Атендорн - Бад Ибург - Балве - Бекум - Бокенем - Бракел - Бранденбург на Хафелу - Брауншвајг - Брекерфелд - Бремен - Брилон - Букстехуде - Демин - Дорстен - Дортмунд - Дролсхаген - Дудерштат - Дуизбург - Ајнбек - Емерих на Рајни - Франкфурт на Одри - Фирстенау - Гарделеген - Гетинген - Гослар - Грајфсвалд - Гронау - Хале - Халтерн ам Зе - хамбург - Хамелн | - Хам - Хазелине - Хафелберг - Хелмштет - Херфорд - Хилдесхајм - Хекстер - Калкар-Гриет - Камен - Кил - Келн - Корбах - Кириц - Лемго - Липштат - Либек - Линебург - Линен - Магдебург - Маринминстер - Марсберг - Медебах - Меле - Мепен - Мерзебург - Минден - Милхаузен - Минстер - Наумбург - Нојенраде - Нојс - Нихајм - Нордхаузен - Оснабрик - Остербург | - Остероде ам Харц - Падерборн - Перлеберг - Прицвалк - Квакенбрик - Кведлинбург - Реда-Виденбрик - Рајне - Росток - Ритен - Залцведел - Шверте - Зехаузен - Зест - Золинген - Штаде - Стендал - Стралсунд - Зунден - Тангерминде - Телгте - Илцен - Уна - Услар - Фреден - Варбург - Варендорф - Вербен - Верл - верне - Везел - Виперфирт - Визмар |

 Белгија
- Бриж

 Енглеска
- Кингс Лин
- Кингстон на Халу

 Естонија
| - Нарва - Пјарну | - Талин - Тарту | - Виљанди |

 Финска
- Турку
- Улвила

 Француска
- Ла Рошел

 Исланд
- Хабнарфјердир
- Стикисхолмур

 Летонија
| - Цесис - Кокнесе - Кулдига | - Лимбажи - Рига - Страупе | - Валмијера - Вентспилс |

 Литванија
- Каунас

 Холандија
| - Болсерт - Девентер - Дузбург - Елбург - Гронинген | - Хардервејк - Цвартеватерланд - хатем - Кампен - Олдензал | - Омен - Роермонд - Ставорен - Зутфен - Зволе |

 Норвешка
- Берген

 Пољска
| - Бјалоград - Брањево - Хелмно - Дарлово - Елблаг - Фромборк - Гдањск - Голењов | - Колобжег - Кошалин - Краков - Квидзин - Лемборк - Олштин - Славно - Слубице | - Слупск - Старгард Шчећињски - Стшелце Ополске - Шчећин - Торуњ - Вроцлав |

 Русија
| - Белозјорск - Ивангород - Калињинград - Кингисеп - Псков | - Смоленск - Тихвин - Торжок - Тотма - Твер | - Велики Новгород - Велики Устјуг - Вологда |

 Шкотска
- Абердин

 Шведска
| - Калмар - Нићепинг | - Сканер-Фалстербо - Висби |

 Белорусија
- Полацк
- Витепск